# Caesalpinia murifructa
Caesalpinia murifructa är en ärtväxtart som beskrevs av Gillis och George Richardson Proctor. Caesalpinia murifructa ingår i släktet Caesalpinia och familjen ärtväxter. Inga underarter finns listade i Catalogue of Life.